# Nerine gracilis
Nerine gracilis är en amaryllisväxtart som beskrevs av Robert Allen Dyer. Nerine gracilis ingår i släktet Nerine och familjen amaryllisväxter. Inga underarter finns listade i Catalogue of Life.